# Alejandro Cuervo
Alejandro Cuervo (Pinar del Río, Cuba, 20 de enero de 1986) es un actor cubano de televisión y cine, así como presentador de programas de televisión y de diversos espectáculos en vivo. Graduado de la Escuela Nacional de Arte y la Universidad de las Artes.

## Biografía
Alejandro Cuervo Aguiar     nació en San Luis , provincia de Pinar del Río. 
Tuvo una infancia saludable en su natal San Luis, en una zona rural, cerca de un río y rodeado de caballos y cultivos de tabaco. Su primer regalo en recompensa por sus buenas notas en primer grado, fue un caballo: un sueño para muchos niños de su edad. 
Nunca soñó con ser actor. Fue en noveno grado que conoció la `posibilidad de presentarse en Pinar del Río a los exámenes de admisión para la Escuela Nacional de Arte. A partir de ahí se vinculó al teatro aficionado desde la Casa de Cultura y quedó enamorado de la actuación, siendo seleccionado para estudiar en la ENA en La Habana.  De no haber sido actor hubiese sido deportista pues le apasionan los deportes tales como el voleibol, baloncesto y fútbol. 

## Carrera profesional
Su debut en televisión ocurre con el teleplay «Disparos en el aula» en el año 2005, siendo estudiante de la ENA. Es reconocido por el público al actuar en la telenovela cubana «La cara oculta de la luna», interpretando al personaje de Estero, a los 18 años de edad durante su tesis de graduación de la Escuela Nacional de Arte. 
Ha realizado varios trabajos en la televisión y en el cine. Entre las telenovelas en las que ha participado están: «La cara oculta de la luna», «Aquí estamos», «Bajo el mismo sol», «Con palabras propias», «Playa Leonora», «Latidos compartidos», « Renacer», «Más allá del límite» .
También ha formado parte de diferentes elencos como en la serie «Tras la huella» y de series como «Los Tres Villalobos» y «UNO».
En el  cine comenzó con la película Omerta en el ano 2008 para luego participar en cortometrajes al estilo de «Maniobra», que le valió el Premio de Actuación Adria Santana, del Festival Internacional de Cine Pobre), «Anfitrión», «Círculos rotos» y «Patas al aire», para regresar al largometraje de la mano de Alejandro Gil en «La Emboscada». 
Ha trabajado en varios videoclips de cantantes cubanos e internacionales. Uno de los más destacados es el tema «Infiel» de Divan y Jacob Forever, dirigido por Freddy Loons, que ganó el premio al vídeo más popular del año 2019 en los premios Lucas. También ha trabajado con artistas internacionales como Manuel y Glennis. 
Ha trabajado como presentador en diversos espectáculos en vivo. Su primer trabajo como presentador lo realizó con la actriz Camila Arteche.  Ha realizado la presentación de diversos espectáculos en cabaréts como Tropicana, o la animación de proyectos audiovisuales como: Habana Show, Ven báilalo, Doc Manana, Habaneando y El Divino de Cuba.
Alejandro es muy activo en sus redes sociales. Mantiene a sus seguidores al tanto de su trabajo y vida personal a través de Instagram y Facebook. Usa estas plataformas para compartir su filosofía de vida y mensajes positivos. 

## Familia
Casado con la doctora en odontología Arletty Rodríguez ha contado siempre con el apoyo incondicional de su familia y su pareja, lo cual cual ha sido fundamental en su vida. Tiene dos  niños varones. 
Para Alejandro sus 2 hijos varones son un motivo más para sonreír y agradecer a la vida. Considera que la familia es lo más importante. 

## Premios y reconocimientos
Premio Adolfo Llauradó y Premio Caricato a la mejor actuación masculina por su papel en «Más allá del límite».
Premio de Actuación Adria Santana, del Festival Internacional de Cine Pobre, 2008.  